# The Princess of Power Tour
The Princess of Power Tour es la sexta gira musical de la cantautora galesa Marina, que se realizará con el objetivo de promocionar su sexto álbum de estudio Princess of Power (2025). El recorrido iniciará el 6 de septiembre del 2025 en Seattle, Estados Unidos y finalizará el 15 de noviembre del mismo año en Ciudad de México, México.

## Antecedentes y desarrollo
El 9 de junio de 2025, Marina anunció que se realizará la gira Princess of Power Tour, con veinticinco fechas por Norteamérica, lo que marcaría su sexta gira de conciertos.[ Las fechas de preventa y venta general se anunciaron simultáneamente. La preventa comienzó el 11 de junio, mientras que la venta general comienzó el 13 de junio de 2025. 
Coco & Clair Clair y Mallrat serán teloneros en varias fechas de la gira.

## Fechas de la gira y recaudación
| Fecha                    | Ciudad           | País           | Lugar                        | Acto de apertura   |
| ------------------------ | ---------------- | -------------- | ---------------------------- | ------------------ |
| Norteamérica — Etapa I   |                  |                |                              |                    |
| 6 de septiembre de 2025  | Seattle          | Estados Unidos | Showbox SoDo                 | Coco & Clair Clair |
| 7 de septiembre de 2025  | Vancouver        | Canadá         | Orpheum Theatre              | Coco & Clair Clair |
| 10 de septiembre de 2025 | Portland         | Estados Unidos | Keller Auditorium            | Coco & Clair Clair |
| 12 de septiembre de 2025 | Salt Lake City   | Estados Unidos | The Union                    | Coco & Clair Clair |
| 13 de septiembre de 2025 | Denver           | Estados Unidos | Fillmore Auditorium          | Coco & Clair Clair |
| 15 de septiembre de 2025 | Mineápolis       | Estados Unidos | The Filmore                  | Mallrat            |
| 16 de septiembre de 2025 | Royal Oak        | Estados Unidos | Royal Oak Music Theatre      | Mallrat            |
| 18 de septiembre de 2025 | Toronto          | Canadá         | History                      | Mallrat            |
| 20 de septiembre de 2025 | New Heaven       | Estados Unidos | College Street Music Hall    | Mallrat            |
| 21 de septiembre de 2025 | Boston           | Estados Unidos | Roadrunner                   | Mallrat            |
| 24 de septiembre de 2025 | Filadelfia       | Estados Unidos | Franklin Music Hall          | Mallrat            |
| 25 de septiembre de 2025 | Nueva York       | Estados Unidos | Radio City Music Hall        | Mallrat            |
| 28 de septiembre de 2025 | Columbia         | Estados Unidos | Merriweather Post Pavilion   | —                  |
| 29 de septiembre de 2025 | Pittsburgh       | Estados Unidos | Stage AE                     | Mallrat            |
| 1 de octubre de 2025     | Nashville        | Estados Unidos | The Pinnacle                 | Mallrat            |
| 2 de octubre de 2025     | Atlanta          | Estados Unidos | The Eastern                  | Mallrat            |
| 4 de octubre de 2025     | Austin           | Estados Unidos | Zilker Park                  | —                  |
| 7 de octubre de 2025     | Houston          | Estados Unidos | Bayou Music Center           | Mallrat            |
| 9 de octubre de 2025     | Dallas           | Estados Unidos | Southside Ballroom           | Mallrat            |
| 11 de octubre de 2025    | Austin           | Estados Unidos | Zilker Park                  | —                  |
| 13 de octubre de 2025    | Phoenix          | Estados Unidos | Arizona Financial Theatre    | Mallrat            |
| 14 de octubre de 2025    | Pomona           | Estados Unidos | Fox Theater                  | Mallrat            |
| 16 de octubre de 2025    | Los Ángeles      | Estados Unidos | Greek Theatre                | Mallrat            |
| 17 de octubre de 2025    | Oakland          | Estados Unidos | Fox Theatre                  | Mallrat            |
| 15 de noviembre de 2025  | Ciudad de México | México         | Autódromo Hermanos Rodríguez | —                  |